# Broken Trail
Broken Trail ist ein zweiteiliger US-amerikanisch-kanadischer Fernseh-Western von Walter Hill aus dem Jahr 2006.

## Handlung
Der Cowboy Print Ritter sucht 1898 nach dem Tod seiner Schwester deren Sohn Tom Hart auf und bietet ihm an, gemeinsam eine Herde nach Norden zu einem Käufer zu treiben.
Auf dem Weg werden die Männer zu unfreiwilligen Beschützern von fünf versklavten chinesischen Frauen, deren Besitzerin nun den Mörder und Pferdedieb Big Ears beauftragt, dem Track zu folgen, um ihr Eigentum zu ihr zurückzubringen. Am Ende der Reise kommt es zum Showdown.

## Kritiken
„Broken Trail ist ein für einen Fernsehfilm extrem schön fotografierter, mit viel Geschmack für Wildwest-Bilder umgesetzter Dreistünder. Die Geschichte ist nicht umwerfend originell und ziemlich moralisierend, auch erfindet Hill den Western nicht neu, wieso sollte er auch? Der Film zehrt neben der Umsetzung denn auch von der enormen Präsenz der Darsteller – allen voran der bemerkenswerte Robert Duvall und Thomas Haden Church, die beide mit kantigem Gesichtsausdruck, eben solcher Sprache und gleichzeitig viel Einfühlungsvermögen überzeugen.“

## Auszeichnungen
2007 erhielt Broken Trail 16 Emmy-Nominierungen und gewann diesen in den Kategorien Beste Miniserie, Bestes Casting, Bester Haupt- (Robert Duvall) und Bester Nebendarsteller (Thomas Haden Church) in einer Miniserie oder einem Fernsehfilm.
Zudem wurde die Miniserie dreimal für den Golden Globe nominiert, in den Kategorien Beste Miniserie oder Fernsehfilm, Bester Haupt- (Robert Duvall) und Bester Nebendarsteller (Thomas Haden Church) in einer Miniserie oder einem Fernsehfilm.

## Hintergrund
Der Film wurde in Calgary und Alberta, Kanada gedreht und von Robert Duvalls Firma Butcher’s Run Films produziert.